# Davis Cup 1912
In 1912 werd het toernooi om de Davis Cup  voor de 11e keer gehouden. De Davis Cup is het meest prestigieuze tennistoernooi voor landen dat sinds 1900 elk jaar wordt georganiseerd.
De Britse Eilanden won voor de 5e keer de Davis Cup (destijds nog de International Lawn Tennis Challenge genoemd) door in de finale Australazië met 3-2 te verslaan. België deed deze keer niet mee.

## Finale
Australazië -  Britse Eilanden 2-3 (Melbourne, Australië, 28-30 november)

## Uitdagingstoernooi
De wedstrijden hadden plaats in Folkestone, Engeland.
|  | halve finale 11-13 juli | halve finale 11-13 juli |  |                  | finale          | finale |
|  |                         |                         |  |                  |                 |        |
|  |                         |                         |  |                  |                 |        |
|  | Britse Eilanden         | 4                       |  |                  |                 |        |
|  | Frankrijk               | 1                       |  |                  |                 |        |
|  |                         |                         |  |                  | Britse Eilanden | w/o    |
|  |                         |                         |  | Verenigde Staten |                 |        |
|  | Verenigde Staten        |                         |  |                  |                 |        |
|  | bye                     |                         |  |                  |                 |        |

Algemeen · Opzet · Finales · Winnaars 
 België ·  Nederland ·  Aruba ·  Nederlandse Antillen 

1900 · 1901 · 1902 · 1903 · 1904 · 1905 · 1906 · 1907 · 1908 · 1909 · 1910 · 1911 · 1912 · 1913 · 1914 · 1915 · 1916 · 1917 · 1918 · 1919 · 1920 · 1921 · 1922 · 1923 · 1924 · 1925 · 1926 · 1927 · 1928 · 1929 · 1930 · 1931 · 1932 · 1933 · 1934 · 1935 · 1936 · 1937 · 1938 · 1939 · 1940 · 1941 · 1942 · 1943 · 1944 · 1945 · 1946 · 1947 · 1948 · 1949 · 1950 · 1951 · 1952 · 1953 · 1954 · 1955 · 1956 · 1957 · 1958 · 1959 · 1960 · 1961 · 1962 · 1963 · 1964 · 1965 · 1966 · 1967 · 1968 · 1969 · 1970 · 1971 · 1972 · 1973 · 1974 · 1975 · 1976 · 1977 · 1978 · 1979 · 1980 · 1981 · 1982 · 1983 · 1984 · 1985 · 1986 · 1987 · 1988 · 1989 · 1990 · 1991 · 1992 · 1993 · 1994 · 1995 · 1996 · 1997 · 1998 · 1999 · 2000 · 2001 · 2002 · 2003 · 2004 · 2005 · 2006 · 2007 · 2008 · 2009 · 2010 · 2011 · 2012 · 2013 · 2014 · 2015 · 2016 · 2017 · 2018 · 2019 · 2020-2021 · 2022 · 2023 · 2024 · 2025